# Metrobudivnykiv (stanice metra v Charkově)
Metrobudivnykiv (ukrajinsky Метробудівників), v doslovném překladu Metrostavitelů je přestupní stanice charkovského metra na Oleksijivské lince.
Je to přestupní stanice na Cholodnohirsko-Zavodskou linku vestibulem do stanice Sportyvna.

## Charakteristika
Stanice je trojlodní, obklad pilířů je z bílého a šedého mramoru a stanice je obložena zelenými kovovo-smaltovanými dlaždicemi.
V prostřední části stanice se nachází eskalátory vedoucí nahoru do stanice Sportyvna.
Stanice má dva vestibuly, vestibuly mají tři východy, ústící na Dežavinskou ulici.